# Campeonato de Portugal de Ciclismo de Velocidade
Os Campeonatos de Velocidade em Ciclismo têm grande tradição em Portugal e datam de 1892, ano em que se encontram os primeiros registos na modalidade, praticamente acompanhando o despontar do velocipedismo no nosso País, com origem e fortemente enraizado nas camadas aristocráticas. O primeiro velódromo construído em Portugal, terá sido o do Clube de Caçadores na Quinta de Sangalhos, embora com grandes deficiências de concepção. Nos finais do séc.XIX e início do séc.XX, Portugal dispunha de vários velódromos onde se disputavam essas provas, como o Velódromo de Palhavã, o Velódromo Maria Amélia e o Velódromo D.Carlos, normalmente repletos de numeroso público. Era a época áurea do ciclismo de pista, cujo maior expoente foi o primeiro recordista mundial de ciclismo português, José Bento Pessoa. Até meados dos anos 50/60, a modalidade teve sempre grande pujança, verificando-se a proliferação da criação de velódromos por todo o país, do Algarve ao Porto, nomeadamente a Pista de Alvalade, do Lima, do Alpiarça, de Tavira, de Loulé, da Malveira, etc. A partir dessa década, verifica-se uma quebra da modalidade de pista em detrimento da modalidade de estrada, verificando-se o abandono e fecho da quase totalidade dos velódromos existentes, até que em Setembro de 2009, é construído o Centro de Alto Rendimento de Sangalhos, contendo um moderno Velódromo Nacional com piso em madeira, um dos mais modernos e bem apetrechados da Europa, fazendo recrudescer a modalidade, criando novos campeões de pista, como os irmãos Ivo e Rui Oliveira.
| Ano  | Campeão             | Vice-Campeão     |
| ---- | ------------------- | ---------------- |
| 2011 | Gonçalo Santos      |                  |
| 1980 | Alexandre Ruas      |                  |
| 1961 | António Fernandes   |                  |
| 1960 | José M.Marques      | Alves Barbosa    |
| 1959 | Alves Barbosa       |                  |
| 1958 | Alves Barbosa       | Américo Raposo   |
| 1957 | Américo Raposo      | Onofre Tavares   |
| 1956 | Alves Barbosa       | Pedro Polainas   |
| 1955 | Alves Barbosa       | Pedro Polainas   |
| 1954 | Alves Barbosa       | Eduardo Nicolau  |
| 1953 | Américo Raposo      | Pedro Polainas   |
| 1952 | Américo Raposo      | Eduardo Nicolau  |
| 1951 | Américo Raposo      | Onofre Tavares   |
| 1950 | Onofre Tavares      | Gomes da Cunha   |
| 1948 | Onofre Tavares      | Fernando Moreira |
| 1945 | Fernando Moreira    | João Lourenço    |
| 1944 | João Lourenço       | Eduardo Lopes    |
| 1943 | João Lourenço       | Francisco Inácio |
| 1942 | João Lourenço       | Eduardo Lopes    |
| 1941 | Eduardo Lopes       | Noé de Almeida   |
| 1938 | Joaquim de Sousa    | Eduardo Lopes    |
| 1937 | Joaquim de Sousa    | João de Sousa    |
| 1936 | João de Sousa       | Assunção e Silva |
| 1935 | Assunção e Silva    | Rodrigo Garrido  |
| 1934 | Assunção e Silva    | Rodrigo Garrido  |
| 1933 | Rodrigo Garrido     | Assunção e Silva |
| 1932 | Rodrigo Garrido     | Assunção e Silva |
| 1931 | Rodrigo Garrido     | João de Sousa    |
| 1930 | Rodrigo Garrido     | João de Sousa    |
| 1913 | Soares Júnior       |                  |
| 1905 | José Bento Pessoa   |                  |
| 1904 | José Maria Dionísio | Pedro Vasques    |
| 1903 | José Maria Dionísio |                  |
| 1902 | José Maria Dionísio |                  |
| 1901 | José Bento Pessoa   |                  |
| 1899 | José Bento Pessoa   | Luciano Pinto    |
| 1897 | José Bento Pessoa   |                  |
| 1894 | José Diogo D'Orey   |                  |
| 1893 | José Diogo D'Orey   |                  |
| 1892 | Eduardo Minchin     |                  |